# Course en ligne féminine aux championnats du monde de cyclisme sur route 2010
Navigation
2009 2011
La course en ligne féminine aux championnats du monde de cyclisme sur route 2010 a lieu le 2 octobre 2010 à Melbourne en Italie. Elle est remportée par l'Italienne Giorgia Bronzini.

## Classement
|                                    | Coureuse                 | Pays             |    | Temps          |
| ---------------------------------- | ------------------------ | ---------------- | -- | -------------- |
| Médaille d'or, Coupe du Monde      | Giorgia Bronzini         | Italie           | en | 3 h 32 min 1 s |
| Médaille d'argent, Coupe du Monde  | Marianne Vos             | Pays-Bas         | +  |                |
| Médaille de bronze, Coupe du Monde | Emma Johansson           | Suède            |    |                |
| 4                                  | Nicole Cooke             | Royaume-Uni      |    |                |
| 5                                  | Judith Arndt             | Allemagne        |    | 1 s            |
| 6                                  | Grace Verbeke            | Belgique         |    | 3 s            |
| 7                                  | Trixi Worrack            | Allemagne        |    | 3 s            |
| 8                                  | Rasa Leleivytė           | Lituanie         |    | 3 s            |
| 9                                  | Elizabeth Armitstead     | Royaume-Uni      |    | 3 s            |
| 10                                 | Carla Swart              | Afrique du Sud   |    | 3 s            |
| 11                                 | Catherine Cheatley       | Nouvelle-Zélande |    | 3 s            |
| 12                                 | Jeannie Longo            | France           |    | 3 s            |
| 13                                 | Olga Zabelinskaya        | Russie           |    | 3 s            |
| 14                                 | Andrea Graus             | Autriche         |    | 3 s            |
| 15                                 | Tara Whitten             | Canada           |    | 3 s            |
| 16                                 | Sharon Laws              | Royaume-Uni      |    | 3 s            |
| 17                                 | Amber Neben              | États-Unis       |    | 3 s            |
| 18                                 | Edwige Pitel             | France           |    | 3 s            |
| 19                                 | Linda Villumsen          | Nouvelle-Zélande |    | 3 s            |
| 20                                 | Emma Pooley              | Royaume-Uni      |    | 3 s            |
| 21                                 | Evelyn Stevens           | États-Unis       |    | 8 s            |
| 22                                 | Noemi Cantele            | Italie           |    | 8 s            |
| 23                                 | Erinne Willock           | Canada           |    | 21 s           |
| 24                                 | Tatiana Guderzo          | Italie           |    | 32 s           |
| 25                                 | Annemiek van Vleuten     | Pays-Bas         |    | 1 min 42 s     |
| 26                                 | Ruth Corset              | Australie        |    | 1 min 42 s     |
| 27                                 | Regina Bruins            | Pays-Bas         |    | 1 min 42 s     |
| 28                                 | Vicki Whitelaw           | Australie        |    | 1 min 42 s     |
| 29                                 | Catherine Williamson     | Royaume-Uni      |    | 1 min 42 s     |
| 30                                 | Tatiana Antoshina        | Russie           |    | 1 min 42 s     |
| 31                                 | Loes Gunnewijk           | Pays-Bas         |    | 1 min 42 s     |
| 32                                 | Noortje Tabak            | Pays-Bas         |    | 1 min 42 s     |
| 33                                 | Edita Pučinskaitė        | Lituanie         |    | 1 min 42 s     |
| 34                                 | Natalia Boyarskaya       | Russie           |    | 1 min 47 s     |
| 35                                 | Elena Berlato            | Italie           |    | 2 min 2 s      |
| 36                                 | Luisa Tamanini           | Italie           |    | 2 min 2 s      |
| 37                                 | Grete Treier             | Estonie          |    | 7 min 38 s     |
| 38                                 | Mayuko Hagiwara          | Japon            |    | 7 min 40 s     |
| 39                                 | Oxana Kozonchuk          | Russie           |    | 7 min 40 s     |
| 40                                 | Julia Martisova          | Russie           |    | 7 min 40 s     |
| 41                                 | Robyn de Groot           | Afrique du Sud   |    | 7 min 40 s     |
| 42                                 | Marissa van der Merwe    | Afrique du Sud   |    | 7 min 45 s     |
| 43                                 | Anne Samplonius          | Canada           |    | 7 min 48 s     |
| 44                                 | Polona Batagelj          | Slovénie         |    | 9 min 39 s     |
| 45                                 | Sara Mustonen            | Suède            |    | 9 min 39 s     |
| 46                                 | Christel Ferrier-Bruneau | France           |    | 9 min 39 s     |

|                      | Coureuse              | Pays       |  | Temps       |
| -------------------- | --------------------- | ---------- |  | ----------- |
| Autres compétitrices |                       |            |  |             |
| 48                   | Sophie Creux          | France     |  | 9 min 39 s  |
| 49                   | Liesbet de Vocht      | Belgique   |  | 9 min 39 s  |
| 50                   | Verónica Leal         | Mexique    |  | 9 min 39 s  |
| 51                   | Lieselot Decroix      | Belgique   |  | 9 min 39 s  |
| 54                   | Emilia Fahlin         | Suède      |  | 11 min 36 s |
| 55                   | Sofie De Vuyst        | Belgique   |  | 11 min 36 s |
| 57                   | Martina Růžičková     | Tchéquie   |  | 11 min 36 s |
| 58                   | Christine Majerus     | Luxembourg |  | 11 min 52 s |
| 59                   | Émilie Aubry          | Suisse     |  | 11 min 52 s |
| 60                   | Natalya Saifutdinova  | Kazakhstan |  | 11 min 52 s |
| 61                   | Luise Keller          | Allemagne  |  | 11 min 54 s |
| 63                   | Jennifer Hohl         | Suisse     |  | 11 min 54 s |
| 65                   | Carmen Small          | États-Unis |  | 11 min 54 s |
| 68                   | Theresa Cliff-Ryan    | États-Unis |  | 11 min 54 s |
| 69                   | Joëlle Numainville    | Canada     |  | 11 min 54 s |
| 71                   | Nathalie Lamborelle   | Luxembourg |  | 16 min 39 s |
| 72                   | Edita Janeliūnaitė    | Lituanie   |  | 16 min 39 s |
| 73                   | Inga Čilvinaitė       | Lituanie   |  | 16 min 39 s |
| 75                   | Ariadna Tudel Cuberes | Roumanie   |  | 18 min 33 s |
| 76                   | Belén López           | Espagne    |  | 19 min 35 s |